# Pawliszcze
Pawliszcze – część wsi Huta Lubycka w Polsce, położona w województwie lubelskim, w powiecie tomaszowskim, w gminie Lubycza Królewska. Wchodzi w skład sołectwa Huta Lubycka.
W latach 1975–1998 Pawliszcze administracyjnie należało do województwa zamojskiego.
Wierni Kościoła rzymskokatolickiego należą do parafii Matki Bożej Różańcowej w Lubyczy Królewskiej.

## Historia
W wieku XIX Pawliszcze alias Pawliszczyzna stanowiły część wsi Lubycza Kniazie.